# 계산여자중학교
계산여자중학교(桂山女子中學校)는 대한민국 인천광역시 계양구 계산동에 있는 공립 중학교이다.

## 학교 연혁
- 1994년 2월 24일 : 계산여자중학교 설립인가(12학급)
- 1994년 3월 1일 : 초대 고선진 교장 취임
- 1997년 2월 15일 : 제1회 졸업식(658명)
- 2024년 1월 8일 : 제28회 졸업(6학급 172명) 총 졸업생(11,498명)
- 2024년 3월 1일 : 제10대 김화실 교장 취임
- 2024년 3월 4일 : 입학식(6학급 142명)

## 참고 자료
- 계산여자중학교 - 한국교육학술정보원 학교알리미